# 스옌시
스옌(십언, 중국어: 十堰, 병음: Shíyàn)은 중화인민공화국 후베이성의 북서쪽에 있는 지급시이다.

## 지리
우당 산맥이 스옌시의 동서 방향으로 뻗어 있다. 우당 산맥의 최고봉인 우당산은 수도 생활의 중심지로 스옌 주요 도심부의 남쪽에 있다.
후베이성 샹판시, 선눙자 임구, 허난성, 섬서성, 충칭시와 접한다. 한수가 흐르고 있어 단장커우댐이 있다.

## 기후
| 스옌시의 기후                                                 | 스옌시의 기후 | 스옌시의 기후 | 스옌시의 기후 | 스옌시의 기후 | 스옌시의 기후 | 스옌시의 기후 | 스옌시의 기후 | 스옌시의 기후 | 스옌시의 기후 | 스옌시의 기후 | 스옌시의 기후 | 스옌시의 기후 | 스옌시의 기후 |
| 월                                                            | 1월           | 2월           | 3월           | 4월           | 5월           | 6월           | 7월           | 8월           | 9월           | 10월          | 11월          | 12월          | 연간          |
| ------------------------------------------------------------- | ------------- | ------------- | ------------- | ------------- | ------------- | ------------- | ------------- | ------------- | ------------- | ------------- | ------------- | ------------- | ------------- |
| 역대 최고 기온 °C (°F)                                        | 22.1 (71.8)   | 25.0 (77.0)   | 34.3 (93.7)   | 37.8 (100.0)  | 39.0 (102.2)  | 42.1 (107.8)  | 41.5 (106.7)  | 41.2 (106.2)  | 40.5 (104.9)  | 34.7 (94.5)   | 29.2 (84.6)   | 21.6 (70.9)   | 42.1 (107.8)  |
| 일평균 최고 기온 °C (°F)                                      | 8.7 (47.7)    | 11.6 (52.9)   | 16.9 (62.4)   | 23.4 (74.1)   | 27.6 (81.7)   | 31.1 (88.0)   | 32.7 (90.9)   | 31.5 (88.7)   | 26.8 (80.2)   | 21.8 (71.2)   | 16.1 (61.0)   | 10.8 (51.4)   | 21.6 (70.9)   |
| 일일 평균 기온 °C (°F)                                        | 3.3 (37.9)    | 5.9 (42.6)    | 10.7 (51.3)   | 16.7 (62.1)   | 21.3 (70.3)   | 25.2 (77.4)   | 27.4 (81.3)   | 26.3 (79.3)   | 21.6 (70.9)   | 16.2 (61.2)   | 10.3 (50.5)   | 5.2 (41.4)    | 15.8 (60.5)   |
| 일평균 최저 기온 °C (°F)                                      | −0.2 (31.6)   | 1.9 (35.4)    | 6.2 (43.2)    | 11.6 (52.9)   | 16.4 (61.5)   | 20.5 (68.9)   | 23.5 (74.3)   | 22.6 (72.7)   | 18.1 (64.6)   | 12.6 (54.7)   | 6.6 (43.9)    | 1.6 (34.9)    | 11.8 (53.2)   |
| 역대 최저 기온 °C (°F)                                        | −6.9 (19.6)   | −7.1 (19.2)   | −3.4 (25.9)   | −0.6 (30.9)   | 8.2 (46.8)    | 13.5 (56.3)   | 16.0 (60.8)   | 14.8 (58.6)   | 10.7 (51.3)   | 1.2 (34.2)    | −2.9 (26.8)   | −10.5 (13.1)  | −10.5 (13.1)  |
| 평균 강수량 mm (인치)                                         | 16.6 (0.65)   | 18.4 (0.72)   | 44.2 (1.74)   | 61.7 (2.43)   | 89.8 (3.54)   | 109.0 (4.29)  | 132.3 (5.21)  | 134.2 (5.28)  | 99.9 (3.93)   | 77.2 (3.04)   | 34.9 (1.37)   | 13.2 (0.52)   | 831.4 (32.72) |
| 평균 강수일수 (≥ 0.1 mm)                                      | 5.6           | 6.8           | 8.9           | 9.3           | 10.5          | 10.2          | 11.7          | 12.0          | 11.2          | 10.9          | 7.7           | 5.7           | 110.5         |
| 평균 강설일수                                                 | 5.0           | 3.6           | 1.4           | 0             | 0             | 0             | 0             | 0             | 0             | 0             | 0.9           | 2.5           | 13.4          |
| 평균 상대 습도 (%)                                            | 68            | 67            | 67            | 67            | 68            | 71            | 77            | 78            | 79            | 79            | 76            | 69            | 72            |
| 평균 월간 일조시간                                            | 142.1         | 133.7         | 173.0         | 199.1         | 204.9         | 207.8         | 218.9         | 204.3         | 156.8         | 151.5         | 144.0         | 141.6         | 2,077.7       |
| 가능 일조율                                                   | 45            | 43            | 46            | 51            | 48            | 49            | 51            | 50            | 43            | 44            | 46            | 46            | 47            |
| 출처: 중국기상국 (평년값: 1991년~2020년, 극값: 1981년~2010년) |               |               |               |               |               |               |               |               |               |               |               |               |               |

## 역사
스옌시의 전신은 1476년에 설치된 훈양부(勲陽府)로 거슬러 올라간다. 1932년에 제11행정독찰구(第十一行政督察区), 1936년에 제8행정독찰구(第八行政督察区)로 개칭되었고 중화인민공화국 성립 후에는 1949년에 쉰양 전구(勲陽専区)가 되었고 1952년에 샹양 전구에 편입되었으나, 1965년에 다시 쉰양 전구가 설치되었고 1970년에 쉰양 지구(勲陽地区)로 개칭되었다. 1994년, 지급시로의 개편과 함께 스옌시로 개칭되어 현재에 이른다.
또 1969년 12월에 현급시로서 성립해, 1973년에 성할시로 승격한 스옌시가 있지만, 이것은 현재의 마오젠구 및 장완구에 해당한다.

## 경제
스옌은 중국 자동차 산업의 중요한 중심지 중 하나로 둥펑 자동차의 공장이 입지해 있다. 1949년 이전에는 작은 마을이었고 중화인민공화국 설립 후에 성장하기 시작했다. 1967년에 자동차 공장 부지를 조사하기 위해 스옌에 처음으로 노동자와 기술자 팀을 보냈다. 이 무렵에 스옌의 인구는 수백 명에 불과했다. 마오쩌둥은 스옌을 중국 자동차 산업의 부지로 선택했는데 그 이유는 주변이 산으로 둘러싸여 있어서 다른 나라로부터의 공격을 막는 장벽 역할을 한다고 생각했기 때문이다.

## 행정 구역

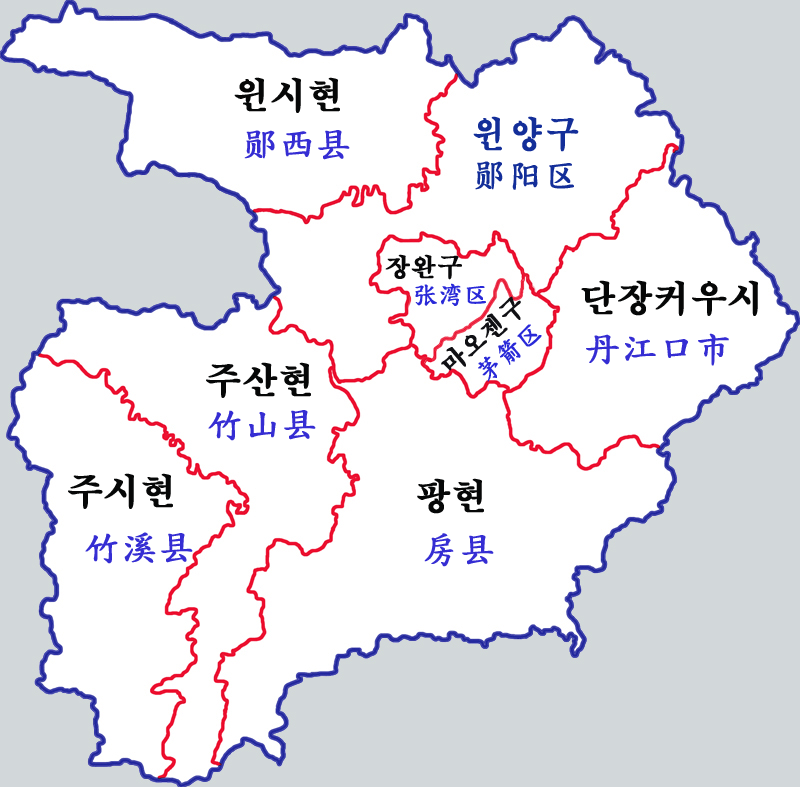
스옌시 현급구역

3개의 시할구와 1개의 현급시, 4개의 현을 관할한다.
시할구
- 마오젠구(茅箭区)
- 장완구(张湾区)
- 윈양구(郧阳区)

현급시
- 단장커우시(丹江口市)

현
- 윈시현(郧西县)
- 주산현(竹山县)
- 주시현(竹溪县)
- 팡현(房县)